# Schloss Laxenburg
Schloss Laxenburg är ett slott i Österrike.   Det ligger i distriktet Mödling och förbundslandet Niederösterreich, i den östra delen av landet, 16 km söder om huvudstaden Wien. Schloss Laxenburg ligger 181 meter över havet.
Terrängen runt Schloss Laxenburg är huvudsakligen platt, men västerut är den kuperad. Terrängen runt Schloss Laxenburg sluttar österut. Runt Schloss Laxenburg är det ganska tätbefolkat, med 214 invånare per kvadratkilometer.. Närmaste större samhälle är Wien, 15,7 km norr om Schloss Laxenburg. 
Trakten runt Schloss Laxenburg består till största delen av jordbruksmark.